# Lanceoppia jacoti
Lanceoppia jacoti är en kvalsterart som beskrevs av Hammer 1968. Lanceoppia jacoti ingår i släktet Lanceoppia och familjen Oppiidae. Inga underarter finns listade i Catalogue of Life.